# Robert Grubbs
Robert H. Grubbs (Calvert City, 27 febbraio 1942 – Duarte, 19 dicembre 2021) è stato un chimico statunitense, vincitore del premio Nobel per la chimica nel 2005.

## Biografia
Ha studiato chimica presso l'Università della Florida, dove ha lavorato con Merle Battiste. Ha ottenuto il dottorato alla Columbia University sotto la guida di Ronal Breslow nel 1968. 
Dopo aver lavorato all'Università di Stanford con James Collman, è approdato al California Institute of Technology. 
I suoi studi scientifici hanno riguardato fondamentalmente la sintesi e lo sviluppo di catalizzatori per reazioni organiche; nel 2005 ha vinto il premio Nobel per la chimica insieme a Richard R. Schrock e Yves Chauvin, per lo sviluppo di catalizzatori per le reazioni di metatesi olefinica, reazioni che nel giro di pochi anni hanno fortemente influenzato la chimica organica sintetica. Ha anche contribuito allo sviluppo della cosiddetta polimerizzazione vivente.
Altri premi che ha ricevuto sono: 
- Alfred P. Sloan Fellow (1974-76)
- Camille and Henry Dreyfus Teacher-Scholar Award (1975-78)
- Alexander von Humboldt Fellowship (1975)
- ACS Benjamin Franklin Medal in Chemistry (2000)
- ACS Herman F. Mark Polymer Chemistry Award (2000)
- ACS Herbert C. Brown Award for Creative Research in Synthetic Methods (2001)